# Kingskerswell
Kingskerswell – wieś w Anglii, w hrabstwie Devon, w dystrykcie Teignbridge. Leży 26 km na południe od miasta Exeter i 267 km na południowy zachód od Londynu.